# Harry Lubse
Henricus ("Harry") Carolus Gerardus Lubse (Eindhoven, 21 de setembro de 1951) é um ex-futebolista neerlandês, que atuava como atacante.

## Carreira
Harry Lubse fez parte do elenco da Seleção Neerlandesa de Futebol que disputou a Copa do Mundo de 1978.

## Títulos
- Países Baixos
  - Vice-Copa do Mundo de 1978

## Ligações Externas
- Perfil em FIFA.com (em inglês)